# (32581) 2001 QW98
2001 QW98 (asteroide 32581) é um asteroide da cintura principal. Possui uma excentricidade de 0.26606980 e uma inclinação de 6.96807º.
Este asteroide foi descoberto no dia 21 de agosto de 2001 por LINEAR em Socorro.